# Trebino
Trebino (makedonska: Требино) är en ort i Nordmakedonien. Den ligger i kommunen Makedonski Brod, i den centrala delen av landet, 60 kilometer söder om huvudstaden Skopje. Trebino ligger 657 meter över havet och antalet invånare är 176.